# 吉留英俊
吉留 英俊（よしどめ ひでとし、英: Hidetoshi-Yoshidome）は、鹿児島県出身の歯科医師。 医療法人翔優会 よしどめ歯科 理事長、よしどめ歯科、よしどめデンタルクリニック マルヤガーデンズ、よしどめウエルネス歯科・矯正歯科 ザビエル公園通り、ワハハ よしどめキッズデンタルランドの歯科医院の総院長を務める。
よしどめ歯科は鹿児島県の歯科医院ではじめてISO9001の取得している。

## 略歴
- 平成元年 - 広島大学歯学部 卒業
- 平成2年 - 鹿児島県鹿児島市大明丘3-9-8に 「よしどめ歯科」 開設
- 平成10年 - 医療法人翔優会 よしどめ歯科 設立
- 平成22年 - 鹿児島県鹿児島市呉服町6-5 マルヤガーデンズ4Fに 「よしどめデンタルクリニックマルヤガーデンズ」 開設
- 平成23年 - 鹿児島県鹿児島市荒田1丁目14-11に 「よしどめキッズデンタルランド」 開設
- 平成24年 - 鹿児島県鹿児島市東千石町4-33-2階に 「よしどめウエルネス歯科」 開設

## 所属団体・役職
- ISOI 国際口腔インプラント学会(International Society of Oral Implantology) 認定医
- ICOI 国際口腔インプラント学会(International Congress of Oral Implantologists) 会員
- 日本顎咬合学会 認定医
- 日本臨床歯周病学会 所属
- 日本矯正歯科協会  所属
- SJCD(Society of Japan Clinical Dentistry) 会員
- JIADS(Japan Institute for Advanced Dental Studies) 会員
- 日本歯科医師会 会員
- 日本小児歯科学会 会員

## 著書
- 『 Dr.ワハハが考える患者さまの人生を変える歯科医療とは 』 海苑社出版
- 『 Dr.ワハハが考える お子さまの未来を変える小児歯科とは 』 ビッグムーンエステート出版

## 出演

### テレビ番組
- 日経CNBC 平成のカリスマ歯科医密着24時（2010年1月17日、スカパー!プレミアムサービス）
- おぼんこぼんのワッ歯歯（2010年03月19日-13回出演、讀賣テレビ系列）

### ラジオ放送
- フレンズFM（2012年3月24日-2012年11月23日、スカパー）